# 吉田雅子
吉田 雅子（よしだ まさこ、1957年8月12日 - ）は、日本の元女子サッカー選手。元サッカー日本女子代表。

## 来歴
FCジンナンでプレー。サッカー日本女子代表では、1981年9月9日、ポートピア'81国際女子サッカーのイタリア代表との試合でデビューした。この試合では0-9で敗れ、これは日本代表の歴史で最大の点差での敗戦である。日本代表での出場は、この1試合である。

## 代表歴
- 1981年9月9日 - A代表初出場 - イタリア戦

### 試合数
- 国際Aマッチ 1試合（1981）

| 日本代表 | 国際Aマッチ | 国際Aマッチ |
| 年       | 出場        | 得点        |
| -------- | ----------- | ----------- |
| 1981     | 1           | 0           |
| 通算     | 1           | 0           |

### 出場
| # | 開催日         | 開催地 | 会場                 | 相手     | 結果 | 監督     | 大会          |
| - | -------------- | ------ | -------------------- | -------- | ---- | -------- | ------------- |
| 1 | 1981年09月09日 | 東京都 | 国立西が丘サッカー場 | イタリア | ●0-9 | 市原聖曠 | ポートピア'81 |